# Freie Arbeiter-Union Deutschlands

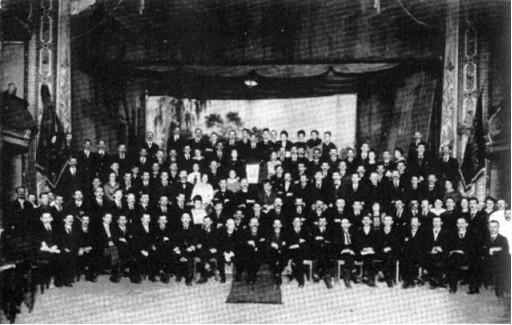
Delegierte der FAUD auf dem Kongress in Erfurt 1922

Die Freie Arbeiter-Union Deutschlands (FAUD) entstand am 15. September 1919 durch Umbenennung aus der Freien Vereinigung deutscher Gewerkschaften (FVDG). Sie war bis zu ihrer Auflösung 1933 die wichtigste Organisation des deutschen Anarchosyndikalismus. Die Freie Arbeiterinnen- und Arbeiter-Union versteht sich seit 1977 als ihre Nachfolgeorganisation.

## Vorgeschichte

### Lokalisten
In der Zeit der Sozialistengesetze (1878–1890) war die Vereinigungsfreiheit der Sozialdemokraten aufgehoben und es wurde ihnen nur noch gestattet, sich auf lokaler Ebene zu organisieren. Dies traf auch auf die Gewerkschaften zu. In diesen Jahren entwickelte sich ein System von auf kommunaler Ebene organisierten Gewerkschaftsgruppen, die durch ein meist halblegal arbeitendes Mittelsmann-Prinzip untereinander vernetzt war. Diese relativ kleinen Gewerkschaftsgruppen hatten sich bis 1890 zu einem bestimmenden Faktor im gewerkschaftlichen Kampf entwickelt.
Mit dem Ende der Sozialistengesetze und der Neukonstituierung der SPD wurde auch wieder versucht, sozialdemokratische Massengewerkschaften aufzubauen. Eine beträchtliche Zahl der kleinen „Freien Gewerkschaften“ widersetzte sich diesen zentralistischen Bestrebungen. Sie versuchten sich auf der basisdemokratischen Ebene, auf der sie bis dato gearbeitet hatten, zu installieren.
Als deutlich wurde, dass die SPD als damals wichtigste revolutionäre Kraft sich für die Massengewerkschaften einsetzen würde und auf dem Erfurter Parteitag 1891 die Eroberung der politischen Macht zum Programm erhob, gründete sich 1897 die FVdG. Diese Strömung wurde zunächst noch im Gegensatz zu den Zentralisten unter der Bezeichnung Lokalisten wahrgenommen, später bekamen sie dann allmählich den Eigennamen Syndikalisten.

### Die Jungen (Sozialdemokratie)
In die gleiche Zeit fiel der Ausschluss der sogenannten „Jungen“ aus der SPD. Diese hatten, ähnlich den Lokalisten in den Gewerkschaften, versucht, die Parteiarbeit auf Grundlage der in der Zeit von 1878 bis 1890 notwendigen Prinzipien zu organisieren. Zudem lehnten sie eine rein parlamentarische Praxis der Partei ab. Allerdings setzte sich in der SPD eine zentralistische Struktur durch und nach einigen Machtkämpfen wurden sie – ein Jahr nach Aufhebung der Sozialistengesetze – auf dem Erfurter Parteitag 1891 aus der Partei ausgeschlossen.
Die „Jungen“ gründeten noch im selben Jahr die Vereinigung Unabhängiger Sozialisten (VUS). Dort kristallisierten sich zwei Strömungen heraus: eine anti-parlamentarische sozialdemokratische und eine anarchistische. 1893 spaltete sich die VUS. Die anarchistische Strömung wandte sich unter anderem dem Syndikalismus, dem kommunistischen Anarchismus von Kropotkin, zu.

## Zusammenführung
Aus der Schnittstelle dieser beiden Strömungen, die sich nach und nach gegenseitig beeinflussten, entwickelte sich eine spezifische deutsche Variante des Anarchosyndikalismus. Diese stellte die gewerkschaftliche und die politische, letztlich auch kulturelle Ebene nebeneinander. Andere Formen des Anarchosyndikalismus, die aus dem gewerkschaftlichen Milieu heraus entwickelt wurden, stellten den gewerkschaftlichen Kampf in den Vordergrund.
1919 nahm ein Kongress der FVdG und einiger Freier Gewerkschaften die „Prinzipienerklärung des Syndikalismus“, geschrieben von Rudolf Rocker, als Grundsatzprogramm an und nannten sich im September in FAUD/AS (für Anarchosyndikalismus) um.

„Die Syndikalisten, in klarer Erkenntnis der oben festgestellten Tatsachen, sind prinzipielle Gegner jeder Monopolwirtschaft. Sie erstreben die Vergesellschaftung des Bodens, der Arbeitsinstrumente, der Rohstoffe und aller sozialer Reichtümer; die Reorganisation des gesamten Wirtschaftslebens auf der Basis des freien, d.H. des staatenlosen Kommunismus, der in der Devise: ‚jeder nach seinen Fähigkeiten, jeder nach seinen Bedürfnissen!‘ seinen Ausdruck findet. Ausgehend von der Erkenntnis, daß der Sozialismus letzten Endes eine Kulturfrage ist und als solche nur von unten nach oben durch die schöpferische Tätigkeit des Volkes gelöst werden kann, verwerfen die Syndikalisten jedes Mittel einer sogenannten Verstaatlichung, das nur zur schlimmsten Form der Ausbeutung, zum Staatskapitalismus, nie aber zum Sozialismus führen kann.“

## Geschichte
Die Hochphase der Gewerkschaft lag zwischen 1919 und 1923. Eine große Zahl von revolutionär gesinnten Arbeitern und Arbeiterinnen traten der FAUD bei, die sich erfolgreich als Alternative zu anderen Gewerkschaften darstellen konnte. In Kassel war Willi Paul einer der FAUD-Gründer. Zur Zeit des Kapp-Putsches stellte die FAUD eine Rote Ruhrarmee zusammen, die sowohl gegen die politische „Reaktion“ als auch für die Weiterführung der 1919 praktisch beendeten Revolution kämpfen sollte.
Hochburgen der Gewerkschaft waren das Ruhrgebiet und insbesondere das damalige Amt Mengede – heute ein Stadtbezirk der heutigen Stadt Dortmund. Aus der „Freien Arbeiter Union-Mengede“, einer Ortsgruppe der FAUD mit über 1.000 Mitgliedern, vornehmlich Bergleuten, rekrutierte sich eines der ersten Bataillone der Roten Ruhrarmee.
Zu dieser Zeit organisierten die FAUD und ihre Teil-Organisationen zahlreiche Streiks. Gleichzeitig baute sie eine reichhaltige und große Publikationstätigkeit auf. Unter anderen unterhielt sie mit Der Syndikalist von 1918 bis 1932 eine eigene Wochenzeitung, mit „Die Schöpfung“ von August bis Dezember 1921 auch eine Tageszeitung für das Rheinland und mit „Die Internationale“ ab Mitte / Ende der zwanziger Jahre ein monatlich erscheinendes, international angesehenes Theorieorgan. Daneben existierten lokal- und fachbezogene FAUD-Organe.
Zu Weihnachten 1922 gründete sich auf Initiative der Gewerkschaft bei einem Kongress in Berlin die Internationale Arbeiter-Assoziation (IAA). Dies ist als Neukonzeption der sogenannten Ersten Internationale gedacht und umfasst verschiedene anarchosyndikalistische Gruppen, vor allem in Europa und Amerika. Die IAA ist bewusst als Gegenstück zur kommunistischen Roten Gewerkschafts-Internationale (RGI) gegründet worden, um den Einfluss der kommunistischen Partei auf die internationale Arbeiterschaft zu drosseln.
In der Zeit ihres Bestehens hatte die Gewerkschaft einige Abspaltungen (z. B. die Freie Arbeiter-Union, Gelsenkirchener Richtung, die 1921 in der Union der Hand- und Kopfarbeiter aufging) und Übertritte wichtiger Aktiver in andere Gruppierungen zu verkraften. Von ihrem Höchststand mit 150.000 Mitgliedern sank sie bis Mitte der 1920er Jahre auf einige 10.000 ab und hatte 1932 noch ca. 4.300 Mitglieder. Dennoch blieb sie in einigen Gebieten und Städten eine bestimmende politische und vor allem kulturell wirkende Kraft, so in der Erwerbslosen- und Freidenker-Bewegung sowie der Gilde freiheitlicher Bücherfreunde (GfB).
Als in den späten 1920er Jahren fast alle politische Gruppierungen eigene Kampfeinheiten bildeten, entwickelten sich auch neben der FAUD/AS die sogenannten „Schwarzen Scharen“, deren mehrheitlich jugendlichen Mitglieder sich als vorrangig antifaschistisch verstanden. Dennoch bildete sich vor allem in Schlesien aus einigen Schwarzen Scharen heraus Orts- und Fabrikgruppen der FAUD.
Eine weitere Unterorganisation der FAUD war der Syndikalistische Frauenbund (SFB), mit einer Mitgliederzahl von 800 bis 1000 zu Höchstzeiten. Deren Protagonistinnen hießen Milly Witkop-Rocker und Hertha Barwich. Der SFB gab als Organ den „Frauenbund“ heraus, welcher als Beilage im „Syndikalist“ erschien. Eine der FAUD nahestehende Jugendorganisation war die 1920 gegründete Syndikalistisch-Anarchistische Jugend Deutschlands (SAJD) mit ihrer Zeitschrift Junge Anarchisten.
Beeinflusst vom Siedlungs-Gedanken Gustav Landauers entstanden im Umfeld der FAUD einige Siedlungsprojekte, wie die Freie Erde bei Düsseldorf oder die Bakuninhütte bei Meiningen in Südthüringen.
1933 löste sich die Gewerkschaft nach längerer Vorbereitung kurz vor dem Machtantritt der Nationalsozialisten offiziell auf und versuchte sich illegal neu zu organisieren. Über den Erfolg dieses Vorgehens gibt es unterschiedliche Interpretationen. Das Büro der FAUD-Geschäftskommission in Berlin wurde zu Beginn der nationalsozialistischen Machtübernahme gestürmt und geschlossen. Die nun illegale Geschäftskommission wurde über Kassel nach Erfurt verlegt. Einige Wohn- und Arbeitsprojekte der FAUD existierten noch einige Zeit, bis mindestens 1937 sind anarchosyndikalistische Gruppen im Widerstand gegen Hitler auszumachen, etwa die Jugendgruppen der schwarzen Scharen.
1937 kämpften einige Anarchosyndikalisten aus der FAUD im spanischen Bürgerkrieg auf der Seite der Confederación Nacional del Trabajo (CNT). In Katalonien gründete sich an der Seite der CNT die Gruppe „Deutsche Anarcho-Syndikalisten“ (DAS), in welcher unter anderem Augustin Souchy und Helmut Rüdiger mitwirkten. Diese Gruppe war mit exekutiven Vollmachten gegenüber deutschen Nationalsozialisten in Spanien ausgestattet. Ebenso entkamen einige bekannte Personen der anarchosyndikalistischen Bewegung aus Deutschland über holländische Fluchtwege in die USA und andere amerikanische Staaten.

## Nachgeschichte
Nach dem Zweiten Weltkrieg gab es Versuche, die FAUD wieder zu beleben.
Pfingsten 1947 wurde die Föderation freiheitlicher Sozialisten (FFS) von ehemaligen FAUD-Mitgliedern gegründet. Die FFS verstand sich nicht als Neugründung der FAUD, war aber eine Sektion der anarchosyndikalistischen Internationalen ArbeiterInnen-Assoziation.
Der letztlich langlebigste Versuch ist die 1977 nach einiger Vorbereitung gegründete Freie Arbeiterinnen- und Arbeiter-Union (FAU), die immer noch existiert.
Zudem existiert weiterhin die von der FAUD 1922 mitgegründete Internationale ArbeiterInnen-Assoziation, die vor allem in Südamerika und Europa Mitgliedsorganisationen hat.